# Далтон (Небраска)
Далтон (англ. Dalton) — селище (англ. village) в США, в окрузі Шаєнн штату Небраска. Населення — 284 особи (2020).

## Географія
Далтон розташований за координатами 41°24′30″ пн. ш. 102°58′15″ зх. д. / 41.40833° пн. ш. 102.97083° зх. д. (41.408231, -102.970777).  За даними Бюро перепису населення США в 2010 році селище мало площу 0,89 км², уся площа — суходіл.

## Демографія
Згідно з переписом 2010 року, у селищі мешкало 315 осіб у 142 домогосподарствах у складі 81 родини. Густота населення становила 354 особи/км².  Було 170 помешкань (191/км²).
Расовий склад населення:
| - 98,4 % — білих - 0,3 % — корінних американців |

До двох чи більше рас належало 0,6 %. Частка іспаномовних становила 2,9 % від усіх жителів.
За віковим діапазоном населення розподілялося таким чином: 24,8 % — особи молодші 18 років, 56,2 % — особи у віці 18—64 років, 19,0 % — особи у віці 65 років та старші. Медіана віку мешканця становила 41,1 року. На 100 осіб жіночої статі у селищі припадало 100,6 чоловіків;  на 100 жінок у віці від 18 років та старших — 99,2 чоловіків також старших 18 років.
Середній дохід на одне домашнє господарство  становив 51 227 доларів США (медіана — 44 500), а середній дохід на одну сім'ю — 61 658 доларів (медіана — 52 292). За межею бідності перебувало 9,7 % осіб, у тому числі 20,2 % дітей у віці до 18 років та 3,7 % осіб у віці 65 років та старших.
Цивільне працевлаштоване населення становило 139 осіб. Основні галузі зайнятості: роздрібна торгівля — 22,3 %, освіта, охорона здоров'я та соціальна допомога — 18,0 %, мистецтво, розваги та відпочинок — 13,7 %.